# Lottioidea
Lottioidea is een superfamilie van weekdieren uit de klasse van de Gastropoda (slakken).

## Families
- Acmaeidae Forbes, 1850
- Lepetidae Gray, 1850
- Lottiidae Gray, 1840
- Nacellidae Thiele, 1891
- Neolepetopsidae McLean, 1990
- Pectinodontidae Pilsbry, 1891